# كبلر-442
كيبلر 442 هو نجم نسق أساسي من النوع كيه يبعد عن الأرض 1206 سنة ضوئية ويقع في كوكبة القيثارة. يقع هذا النجم في مجال رصد تلسكوب كيبلر الفضائي التابع لناسا، الذي استُخدم لرصد الكواكب التي تعبر أمام نجومها. في 6 يناير 2015، أُعلِن أن النجم يمتلك كوكبًا خارجيًا (أرض فائقة)، يُسمى كيبلر 442 بي، يدور داخل المنطقة الصالحة للسكن حول النجم.

## نظرة تاريخية
رُصدت كواكب محتملة حول النجم باستخدام تلسكوب كيبلر الفضائي التابع لناسا، المخصص لاكتشاف الكواكب التي تعبر أمام نجومها. تتضمن طريقة العبور التي يستخدمها كيبلر رصد انخفاض سطوع النجوم عندما تعبر الكواكب أمامها من منظور الأرض، لكن يمكن أن تكون ظواهر أخرى مسؤولة عن ذلك، وهذا هو سبب استخدام مصطلح كوكب محتمل.
بعد قبول بحث الاكتشاف، أشار الباحثون إلى النجم باسم «كيبلر 442» وهو إجراء عادي لتسمية الكواكب الخارجية نسبةً للتلسكوبات التي اكتشفتها. بالتالي، هذا هو الاسم الذي يُستخدم للإشارة إلى النجم وكوكبه.
يُشار إلى الكواكب المُحتملة المرتبطة بالنجوم التي درستها مهمة كيبلر بالأرقام «.01» أو «0.2» وهكذا بعد اسم النجم، وفق ترتيب اكتشافها. إذا رُصد عدد من الكواكب المحتملة في وقت واحد، فإن الترتيب يتبع الفترات المدارية من الأقصر إلى الأطول. باتباع هذه القواعد، رُصد كوكب محتمل واحد فقط، مع فترة مدارية تعادل 112.3053 يوم.
يُستخدم الحرف بي للإشارة إلى الكواكب وفق ترتيب الاكتشاف. يُشار بالحرف بي لأول كوكب يدور حول نجم معين، متبوعًا بالأحرف الأخرى في الأبجدية. في حالة كيبلر 442، رُصد كوكب واحد فقط، لذلك استُخدم حرف بي فقط. سُمي كيبلر 442 بهذا الاسم لأنه النجم رقم 442 في فهرس كيبلر للنجوم التي تمتلك كواكب تدور حولها.

## الخصائص النجمية
كيبلر 442 هو نجم نسق أساسي من النوع كيه تبلغ كتلته ونصف قطره نحو 61% و60% من كتلة ونصف قطر الشمس على التوالي. تبلغ درجة حرارته 4402 كلفن ويبلغ عمره نحو 2.9 مليار سنة، لكن هامش الخطأ هنا كبير جدًا. بالمقارنة، يبلغ عمر الشمس نحو 4.6 مليار سنة وتبلغ درجة حرارتها 5778 كلفن.
يمتلك النجم كمية قليلة من المعادن، إذ تبلغ نسبة المعدنية فيه ([Fe/H]) نحو 0.37-، أو نحو 43% من كمية الحديد والمعادن الثقيلة الأخرى الموجودة في الشمس. يُعتبر لمعان النجم منخفضًا بعض الشيء بالنسبة لنجم مثل كيبلر 442، إذ يبلغ لمعانه نحو 12% من لمعان الشمس.
القدر الظاهري للنجم، أي مدى لمعانه من منظور الأرض، هو 14.976. لذلك، لا يمكن رؤيته بالعين المجردة.

## النظام الكوكبي
يوجد كوكب واحد معروف يعبر أمام نجمه في هذا النظام. هذا يعني أن مدار الكوكب يسمح له بالعبور أمام نجمه من منظور الأرض. يتراوح ميله المداري بالنسبة إلى خط رؤية الأرض، أي مدى ارتفاعه وانخفاضه عن مستوى الرؤية، بأقل من درجة واحدة. يسمح هذا بإجراء قياس مباشر لفترة الكوكب المدارية وقطره النسبي (مقارنة بالنجم المضيف) من خلال مراقبة عبور الكوكب أمام النجم.
يُعتبر كيبلر 442 بي كوكب أرض عملاقة يبلغ نصف قطره 1.34 ضعف نصف قطر الأرض ويدور داخل المنطقة الصالحة للسكن حول نجمه. من المحتمل أن يكون كوكبًا صخريًا نظرًا لنصف قطره. وفقًا لناسا، وُصف الكوكب بأنه أحد أكثر الكواكب المُكتشفة الشبيهة بالأرض، من ناحية حجمه ودرجة حرارته. يدور الكوكب خارج المنطقة (نحو 0.362 وحدة فلكية) حيث تكون قوى المد والجزر كافيةً لتقييده مديًا. 